# シリコンナイツ
シリコンナイツ（Silicon Knights）は、かつてカナダに本社を置いていたテレビゲームの開発会社である。

## 沿革
PC、PlayStation用ソフト開発を経て、任天堂と独占契約。2本のGC用ソフトを開発後、契約解消。その後はプラットフォームを問わず活躍していた。
2007年、同社は『トゥー・ヒューマン』の開発に際してEpic GamesからUnreal Engine 3のライセンスを受けたものの、本体の発売から半年以内に完全なバージョンを提供するという約束を反故にされたこと損害を被ったとして、Epic Gamesを起訴した。しばらくの間裁判が進展しなかったものの、2011年春にはノースカロライナ州連邦裁判所によって陪審裁判に持ち込まれることが可決された。
2011年7月にはオンタリオ州の政府からの出資を受けスタッフの規模が170人程度にまで拡大できたものの、それから数か月後の同年11月にはアクティビジョン・ブリザードとのプロジェクトが終わったとして大半のスタッフをレイオフしたことが報じられた。
また、日本のニュースサイト「GameBusiness.jp」によると2011年9月に同社が開発・発売した『X-Men: Destiny』では同社のスタッフの名前がスペシャルサンクス扱いになったという。
その後、同社は敗訴し、2012年5月には445万ドルの賠償金に加え、Unreal Engine 3製コードの破棄やタイトルの生産停止などを裁判所から命じられた。ニュースサイト「Polygon」によると、2012年後の夏には再びレイオフが行われ、オンタリオ州のスタジオも引き払われたとされている。
さらに、創設者のDenis Dyackやコアメンバーも同社を去っており、彼らはPrecursor Gamesを設立した。Precursor Gamesはシリコンナイツの代表作『エターナルダークネス 〜招かれた13人〜』の精神的続編『Shadow of the Eternals』を正式発表した。
2014年5月16日に倒産。

## 主な開発ソフト
- 『サイバー・エンパイアズ』 Cyber Empires
- 『ファンタジー・エンパイアズ』 Fantasy Empires
- 『ダーク・レギオンズ』 Dark Legions
- 『ケイン・ザ・バンパイア』『吸血鬼 ケインの復讐』 Blood Omen: Legacy of Kain
- 『エターナルダークネス 〜招かれた13人〜』 Eternal Darkness: Sanity's Requiem
- 『メタルギアソリッド ザ・ツインスネークス』 Metal Gear Solid: The Twin Snakes
- 『トゥー・ヒューマン』 Too Human
- 『エックスメン デスティニー』 X-Men: Destiny